# Điều ước thứ 7
Điều ước thứ 7 là một chương trình truyền hình thực tế của Đài Truyền hình Việt Nam, được phát sóng trên kênh VTV3 từ năm 2014. Mục đích của chương trình là thực hiện những ước mơ cụ thể của nhân vật trong mỗi tập, qua đó gửi gắm hy vọng về niềm tin yêu cuộc sống nơi khán giả.

## Tên gọi
Ban đầu, chương trình có tên là Điều ước số 8, sau đó đổi thành Điều ước thứ 7.
Chương trình được đặt tên Điều ước thứ 7 là vì chương trình được phát sóng vào ngày thứ bảy và nó gợi đến 7 sắc cầu vồng – một hình ảnh lung linh, gắn liền với những mơ ước.

## Tổng quát
Mỗi tập phát sóng có sự xuất hiện của một nhân vật chính với một câu chuyện, ký ức hay những ước mơ tương lai có sức lay động tới trái tim người xem. Chương trình là hành trình giúp các nhân vật này thực hiện ước mơ với nhiều tình tiết bất ngờ, hài hước mà ngay cả những người trong cuộc cũng không biết được.
Điều ước thứ 7 không mang ý nghĩa là một chương trình từ thiện, là nơi kêu gọi từ thiện mà là một chương trình đề cao tính nhân văn và vẫn có ý nghĩa giải trí đối với khán giả.
Vì là một chương trình mang nhiều ý nghĩa nhân văn sâu sắc nên việc tìm kiếm nhân vật cho chương trình này trở nên khó khăn. Bước đầu, đoàn thực hiện tìm kiếm nhân vật thông qua các trang mạng xã hội, báo chí và đồng nghiệp. Sau đó đã có những khán giả đã đến gặp trực tiếp Ban biên tập để chia sẻ câu chuyện của những người xung quanh họ, hoặc những câu chuyện họ biết được với mong muốn chương trình có thể thực hiện được câu chuyện mà họ chia sẻ.

## Lịch sử
Trước khi chương trình Điều ước thứ 7 lên sóng, VTV đã từng phối hợp với CMN ADGroup và nhà tài trợ Tôn Phương Nam - SSSC - Tôn Việt Nhật thực hiện chương trình Một điều ước phát sóng vào 17 giờ 30 thứ 7 hàng tuần từ 2008 đến 2010.
Ý tưởng về chương trình được đề xuất bởi một cộng tác viên thuộc phòng Ý tưởng và Tổ chức sự kiện của ban Thể thao – Giải trí và Thông tin kinh tế, ban đầu có tên là Điều ước số 8 và chỉ chọn phản ánh một đối tượng khá nhạy cảm, đó là các phạm nhân đang trong thời gian thi hành án. Tuy nhiên, khi đặt vấn đề với Bộ Công an, đoàn thực hiện được tư vấn rằng chương trình chỉ có thể làm một tập mỗi tháng hoặc mỗi quý về đối tượng phạm nhân bởi lí do an ninh và nhận thức. Vì vậy, ban biên tập đã họp bàn và chuyển hướng thực hiện điều ước cho nhiều đối tượng khác nhau, trong đó có cả phạm nhân và đồng thời đặt tên chương trình là Điều ước thứ 7 như hiện tại.
Ngày 29 tháng 3 năm 2014, chương trình đã lên sóng tập đầu tiên vào lúc 13 giờ chiều thứ 7. Đây cũng là khung giờ phát sóng đầu tiên của Điều ước thứ 7. Ngày 11 tháng 4 năm 2014, VTV đã tổ chức buổi họp báo về chương trình Điều ước thứ 7 tại Hà Nội. Sau sự cố đưa tin sai sự thật, chiều 17 tháng 1 năm 2015, Tổng Giám đốc Đài Truyền hình Việt Nam đã quyết định tạm dừng phát sóng Điều ước thứ 7 một thời gian để chấn chỉnh công tác sản xuất. Đến ngày 4 tháng 4 năm 2015, Điều ước thứ 7 được phát sóng trở lại.
Năm 2016, Điều ước thứ 7 chuyển sang phát sóng vào lúc 9 giờ 10 phút thứ bảy, và chỉ phát sóng hai tuần một tập. Cùng năm đó, chương trình đã tổ chức Gala Điều ước thứ 7 nhân dịp kỷ niệm 100 tập phát sóng, được phát sóng trong các ngày 10 và 17 tháng 9 năm 2016.
Ngày 9 tháng 5 năm 2020, sau gần 5 tháng tạm dừng phát sóng, chương trình đã quay trở lại với khung giờ 8 giờ 50 phút thứ bảy hàng tuần.
Từ năm 2021, do ảnh hưởng của COVID-19, chương trình được ghi hình tại trường quay S6 của Đài Truyền hình Việt Nam. Đoàn thực hiện sẽ kết nối trường quay, nhân vật, người thân của nhân vật và khán giả với nhau bằng các nền tảng trực tuyến, thông qua các thiết bị di động. Sau số phát sóng cuối cùng vào ngày 25 tháng 12 năm 2021, Điều ước thứ 7 chính thức dừng sản xuất và phát sóng.

## Định dạng
Kịch bản của mỗi tập Điều ước thứ 7 đều khá khác nhau. Ngoài các chương trình Gala và một số ngoại lệ khác, đa số kịch bản đều có chung khuôn mẫu sau:

### Giới thiệu
Phần đầu của mỗi tập sẽ giới thiệu về nhân vật, hoàn cảnh và các biến cố (nếu có) của nhân vật dưới dạng phỏng vấn nhân vật, người thân, nhân chứng, phóng sự bên lề kết hợp với dạng diễn lại câu chuyện đang diễn ra. Đồng thời phần này cũng cho biết điều ước của nhân vật.

### Chuẩn bị
Sau khi giới thiệu về nhân vật, đoàn thực hiện sẽ tổ chức một cuộc họp về trường hợp của nhân vật để thống nhất kịch bản. Đoàn thực hiện cũng sẽ khảo sát địa điểm thích hợp và xin phép để được ghi hình. Tại đây, ê-kíp sẽ phối hợp với những người quản lý địa điểm ghi hình để tổ chức một cuộc thi hoặc cuộc biểu diễn, cuộc giao lưu, chương trình ca nhạc,... để ngụy trang cho chương trình. Sau đó, đoàn sẽ chia thành nhiều nhóm. Một nhóm sẽ chuẩn bị sân khấu và tổng duyệt kịch bản (cùng với các tình nguyện viên) ở địa điểm ghi hình; một nhóm sẽ đến đón người thân và nhân chứng của nhân vật (xuất hiện ở phần giới thiệu) đến địa điểm ghi hình và nhờ giữ họ bí mật với nhân vật; một nhóm sẽ đi mua quà cho nhân vật và một nhóm sẽ đến gặp nhân vật và tìm lý do để đưa nhân vật đến địa điểm ghi hình.

### Thực hiện
Vào ngày ghi hình, khi nhân vật được đưa đến địa điểm ghi hình, chương trình sẽ được tổ chức và diễn ra như bình thường. Chỉ đến khi nhân vật nhận ra mình là nhân vật chính trong chương trình, điều ước mới được thực hiện. Sau khi thực hiện điều ước, nhân vật sẽ phát biểu cảm xúc và suy nghĩ của mình. Những người thân và nhân chứng của nhân vật cũng sẽ lên sân khấu để trò chuyện, động viên nhân vật. Cuối cùng, phần quà của đoàn thực hiện và các nhà tài trợ sẽ được trao cho nhân vật cùng với những lời nhắn nhủ.

## Danh sách tập
Danh sách này không đầy đủ, bạn cũng có thể giúp mở rộng danh sách.
| Danh sách tập của chương trình | Danh sách tập của chương trình                       | Danh sách tập của chương trình                                                 | Danh sách tập của chương trình                                     | Danh sách tập của chương trình |
| Tập                            | Ngày phát sóng                                       | Tiêu để                                                                        | Nhân vật                                                           | Ghi chú |
| ------------------------------ | ---------------------------------------------------- | ------------------------------------------------------------------------------ | ------------------------------------------------------------------ | --- |
| 1                              | Ngày 29 tháng 3 năm 2014                             | Cuộc gặp gỡ giữa phạm nhân Trần Chinh và gia đình ngườI bị hại                 | Phạm nhân Trần Chinh                                               | Tập đầu tiên của chương trình. |
| 2                              | Ngày 5 tháng 4 năm 2014                              | Lễ kỷ niệm ngày cưới cho cụ ông 95 tuổi Mai Kim Sơn                            |                                                                    | |
| 3                              | Ngày 12 tháng 4 năm 2014                             | Chuyện tình cảm động của cô gái suy thận Châu Loan                             | Anh Nguyễn Văn Vượng và chị Nguyễn Châu Loan                       | Anh Nguyễn Văn Vượng qua đời vào tháng 11 năm 2014 do tai nạn giao thông. Sau đó, chị Nguyễn Châu Loan cũng đã từ trần vào ngày 22 tháng 1 năm 2015. |
| 4                              | Ngày 19 tháng 4 năm 2014                             | Ước mơ trở thành kỹ sư của em Sùng A Dí                                        |                                                                    | |
| 5                              | Ngày 26 tháng 4 năm 2014                             | Nỗi khao khát có vòng tay mẹ của cô bé 15 tuổi Thu Hằng                        |                                                                    | |
| 6                              | Ngày 3 tháng 5 năm 2014                              |                                                                                | Anh Phùng Văn Trường                                               | |
| 7                              | Ngày 10 tháng 5 năm 2014                             | Gala                                                                           |                                                                    | |
| 8                              | Ngày 17 tháng 5 năm 2014                             | Cô giáo Trần Thị Minh Chung                                                    | Cô giáo Trần Thị Minh Chung                                        | |
| 9                              | Ngày 24 tháng 5 năm 2014                             | Luôn cười Ánh nhé                                                              | Em Trần Ngọc Ánh                                                   | |
| 10                             | Ngày 31 tháng 5 năm 2014                             | Câu chuyện của 2 em bé xuất hiện trong chương trình của Nick Vujicic           |                                                                    | |
| 11                             | Ngày 7 tháng 6 năm 2014                              | Người phụ nữ lầm lỡ đi tìm lại tình cảm gia đình                               |                                                                    | |
| 12                             | Ngày 14 tháng 6 năm 2014                             | Lớp học tình thương của vợ chồng thầy giáo già                                 |                                                                    | |
| 13                             | Ngày 21 tháng 6 năm 2014                             | Người ngư dân mù chinh phục đảo hoang                                          |                                                                    | |
| 14                             | Ngày 28 tháng 6 năm 2014                             | Gala giao lưu với khán giả                                                     |                                                                    | |
| 15                             | Ngày 5 tháng 7 năm 2014                              | Tình yêu tuyệt vời của anh Hùng chị Vân                                        |                                                                    | |
| 16                             | Ngày 12 tháng 7 năm 2014                             | Siêu nhân mang lại niềm vui cho bệnh nhi 5 tuổi                                | Bé Nguyễn Nhật Quang                                               | |
| 17                             | Ngày 19 tháng 7 năm 2014                             | Bà cụ và 50 chú mèo                                                            |                                                                    | |
| 18                             | Ngày 26 tháng 7 năm 2014                             | Câu chuyện về mẹ Hương ở Hải Phòng và các con mẹ                               |                                                                    | |
| 19                             | Ngày 2 tháng 8 năm 2014                              | Ước mơ của Triệu Thanh Tú, cậu bé mồ côi có HIV                                |                                                                    | |
| 20                             | Ngày 9 tháng 8 năm 2014                              | Chàng trai Tân Lỳ với nghị lực sống phi thường                                 |                                                                    | |
| 21                             | Ngày 16 tháng 8 năm 2014                             | Gala                                                                           |                                                                    | |
| 22                             | Ngày 23 tháng 8 năm 2014                             |                                                                                |                                                                    | Điều ước thứ 7 số 22 chuẩn bị phát sóng thì gặp sự cố, đó là nhân vật trong tập này bất ngờ gọi điện đến ban Biên Tập yêu cầu không phát sóng. Chính vì thế tập 22 sẽ phát lại tập số 3 trước đó từng phát. |
| 23                             | Ngày 30 tháng 8 năm 2014                             | Lễ khai giải đặc biệt                                                          |                                                                    | |
| 24                             | Ngày 6 tháng 9 năm 2014                              | Người chăm sóc các bệnh nhân phong                                             |                                                                    | |
| 25                             | Ngày 13 tháng 9 năm 2014                             | Câu chuyện của anh Bùi Huệ ở đảo Lý Sơn                                        |                                                                    | |
| 26                             | Ngày 20 tháng 9 năm 2014                             | Chàng trai 22 tuổi học lớp 1                                                   |                                                                    | |
| 27                             | Ngày 27 tháng 9 năm 2014                             | Con yêu ba mẹ nhiều lắm                                                        |                                                                    | |
| 28                             | Ngày 4 tháng 10 năm 2014                             |                                                                                |                                                                    | |
| 29                             | Ngày 11 tháng 10 năm 2014                            | Gala                                                                           |                                                                    | |
| 30                             | Ngày 18 tháng 10 năm 2014                            |                                                                                |                                                                    | |
| 31                             | Ngày 25 tháng 10 năm 2014                            | Võ Thị Ngọc Nữ, Đóa hoa khao khát được sống                                    | Em Võ Thị Ngọc Nữ                                                  | Nhân vật đã qua đời vào ngày 19 tháng 9 năm 2015. |
| 32                             | Ngày 1 tháng 11 năm 2014                             | Anh chàng Fans Việt                                                            |                                                                    | |
| 33                             | Ngày 8 tháng 11 năm 2014                             | Đám cưới của chàng chiến sĩ hải quân                                           |                                                                    | |
| 34                             | Ngày 15 tháng 11 năm 2014                            |                                                                                | Chử Đức Liêm                                                       | Nhân vật đã qua đời vào ngày 14 tháng 8 năm 2015. |
| 35                             | Ngày 22 tháng 11 năm 2014                            | Tình bạn của Hoàng và Quang                                                    |                                                                    | |
| 36                             | Ngày 29 tháng 11 năm 2014 & Ngày 6 tháng 12 năm 2014 | Bà cụ Kim Lành thi Ai Là Triệu Phú                                             | Bà cụ Kim Lành                                                     | |
| 37                             | Ngày 13 tháng 12 năm 2014                            |                                                                                |                                                                    | |
| 38                             | Ngày 20 tháng 12 năm 2014                            | Câu chuyện của em Vừ Mý Kỵ                                                     |                                                                    | |
| 39                             | Ngày 27 tháng 12 năm 2014                            | Gala                                                                           |                                                                    | |
| 40                             | Ngày 3 tháng 1 năm 2015                              | Ông cụ gánh nước ở Hội An                                                      |                                                                    | |
| 41                             | Ngày 10 tháng 1 năm 2015                             |                                                                                |                                                                    | Thông tin về chương trình phát sóng bị sai sự thật |
| 42                             | Ngày 17 tháng 1 năm 2015                             | Số chia tay, tạm dừng chương trình                                             |                                                                    | |
| 43                             | Ngày 4 tháng 4 năm 2015                              | Người đàn ông dân tộc H'Mông 93 tuổi bảo vệ cột mốc biên cương                 |                                                                    | |
| 44                             | Ngày 11 tháng 4 năm 2015                             | Người mẹ mù ung thư hết lòng vì con                                            |                                                                    | |
| 45                             | Ngày 18 tháng 4 năm 2015                             | Người thầy giáo nấu mỳ miễn phí cho học sinh của mình                          |                                                                    | |
| 46                             | Ngày 25 tháng 4 năm 2015                             | Ông lão 85 tuổi hơn sáu năm đi nhặt rác ở Đà Nẵng                              | Ông Trần Xuân Mạo                                                  | |
| 47                             | Ngày 2 tháng 5 năm 2015                              | Ông lão 85 tuổi thích đi phượt một mình                                        | Ông Nguyễn Văn Ngọc                                                | |
| 48                             | Ngày 9 tháng 5 năm 2015                              | Anh sẽ cõng em đi khắp thế gian                                                | Anh Đinh Văn Mạnh và chị Lương Thị Hà                              | |
| 49                             | Ngày 16 tháng 5 năm 2015                             | Nhà tù Phú Quốc – nơi ra đi của những người đào hầm                            | Ông Nguyễn Thế Nghĩa                                               | |
| 50                             | Ngày 23 tháng 5 năm 2015                             | Những nhân vật tuyệt vời                                                       | Nhiều nhân vật                                                     | Chương trình kỉ niệm 50 số phát sóng |
| 51                             | Ngày 30 tháng 5 năm 2015                             | Hành trình đến trường của cô bé không chân                                     | Em Đa Cát K'Niêm                                                   | |
| 52                             | Ngày 6 tháng 6 năm 2015                              | Mẹ đặt tên con là Hoàn                                                         | Cô giáo Nguyễn Thị Hoàn                                            | |
| 53                             | Ngày 13 tháng 6 năm 2015                             | Chàng trai bại liệt và ý chí nghị lực phi thường                               | Anh Trần Văn Phương                                                | |
| 54                             | Ngày 20 tháng 6 năm 2015                             | Cảm ơn cô Nhung – cô luôn là ngườI mẹ thứ hai của chúng em                     | Cô Trần Thị Nhung                                                  | |
| 55                             | Ngày 27 tháng 6 năm 2015                             | MỗI ngày hôm qua là giấc mơ hồng ngập tràn hạnh phúc                           | Chị Đặng Kim Ngân                                                  | |
| 56                             | Ngày 4 tháng 7 năm 2015                              | NgườI phụ nữ đầu tiên của Việt Nam giành Huân chương vàng đIền kinh SEA Games  | Chị Vũ Bích Hường                                                  | |
| 57                             | Ngày 11 tháng 7 năm 2015                             | Bị cha mẹ bỏ rơi, ông nội một mình lặn lội nuôi cháu khôn lớn                  | Em Dương Sở Quân                                                   | |
| 58                             | Ngày 18 tháng 7 năm 2015                             | Hành trình điều ước và những lời tri ân                                        |                                                                    | |
| 59                             | Ngày 25 tháng 7 năm 2015                             | Những câu chuyện về việc chuyển giới                                           | Em Trần Mạnh Cường (tên khai sinh là Trần Thị Ngọc Ánh)            | |
| 60                             | Ngày 1 tháng 8 năm 2015                              | Cha mất một quả thận, anh bị bệnh tim, em bị viêm tủy                          | Em Vương Thị Dung                                                  | |
| 61                             | Ngày 8 tháng 8 năm 2015                              | Quyết tâm không đầu hàng số phận của chàng trai mắc bệnh Đao                   | Em Mạc Đăng Mừng                                                   | |
| 62                             | Ngày 15 tháng 8 năm 2015                             | Cô gái bị người yêu tạt axit mù hai mắt, bỏng 95% cơ thể                       | Anh Đình Cường và chị Ánh Dương                                    | |
| 63                             | Ngày 22 tháng 8 năm 2015                             | Khát vọng đường đua xanh của chàng trai cụt hai chân                           | Vận động viên Nguyễn Hồng Lợi                                      | |
| 64                             | Ngày 29 tháng 8 năm 2015                             | Người lái đò chở những ước mơ                                                  | Cô giáo Đoàn Thị Liệp                                              | |
| 65                             | Ngày 5 tháng 9 năm 2015                              | Cuốn nhật kí lưu lạc 40 năm trên đất Mỹ đã trở về với chủ nhân                 |                                                                    | |
| 66                             | Ngày 12 tháng 9 năm 2015                             | Điều ước thứ 7 và những hành trình                                             | Nhiều nhân vật                                                     | Ôn lại hành trình thực hiện điều ước của các nhân vật trước đó trong chương trình |
| 67                             | Ngày 19 tháng 9 năm 2015                             | Cậu bé mười tuổi cùng mẹ vượt qua nỗi đau ung thư                              | Chị Bùi Thu Thủy                                                   | |
| 68                             | Ngày 26 tháng 9 năm 2015                             | Trung Thu – Tết đoàn viên                                                      |                                                                    | |
| 69                             | Ngày 3 tháng 10 năm 2015                             | Chuyện về người cha bán kem của Nguyễn Đắc Hiếu                                | Ông Nguyễn Đắc Đề                                                  | |
| 70                             | Ngày 10 tháng 10 năm 2015                            | Câu chuyện về cô gái Thúy Đoan                                                 | Á hậu Lê Thị Thúy Đoan                                             | |
| 71                             | Ngày 17 tháng 10 năm 2015                            | Câu chuyện của cô giáo Vương Thị Thùy                                          | Cô giáo Vương Thị Thùy                                             | |
| 72                             | Ngày 24 tháng 10 năm 2015                            | Câu chuyện người cha 20 năm cõng con trên lưng                                 | Ông Lê Xuân Hồng                                                   | |
| 73                             | Ngày 31 tháng 10 năm 2015                            | Điều ước ý nghĩa của Đặng Xuân Chinh                                           | Bạn Đặng Xuân Chinh                                                | Ở tập trước (tập 72), nhân vật là một khán giả đã lên sân khấu chia sẻ với đoàn thực hiện về hoàn cảnh.và cảm xúc của mình. Sau đó, đoàn thực hiện đã quyết định thực hiện điều ước của nhân vật. |
| 74                             | Ngày 7 tháng 11 năm 2015                             | Hành trình điều ước và những lời tri ân                                        |                                                                    | |
| 75                             | Ngày 14 tháng 11 năm 2015                            | Chuyện tình khó tin của cặp vợ chồng 3 lần xé đơn ly hôn                       | Ông Nguyễn Ngọc Thọ và bà Đinh Dục Tú                              | |
| 76                             | Ngày 21 tháng 11 năm 2015                            | Tri ân chào mừng ngày Nhà giáo Việt Nam                                        | Cô giáo Đoàn Thị Liệp và thầy giáo (ông) Nguyễn Ngọc Thọ           | Ôn lại hành trình thực hiện điều ước của hai nhân vật trong chương trình |
| 77                             | Ngày 28 tháng 11 năm 2015                            | Tình yêu vợ bao la của Ông Điệp dành cho Bà Vâng                               | Ông Đỗ Mộng Điệp và bà Nguyễn Thị Kim Vâng                         | |
| 78                             | Ngày 5 tháng 12 năm 2015                             | Điều ước ý nghĩa của Đặng Xuân Chinh                                           |                                                                    | Do một số trục trặc nên tuần này, chương trình sẽ kể lại câu chuyện đầy cảm động về nghị lực phi thường của chàng trai Đặng Xuân Chinh |
| 79                             | Ngày 12 tháng 12 năm 2015                            | Bánh đúc có xương (Chuyện người mẹ kế)                                         | Em Trần Văn Thắng                                                  | Nhân vật đã qua đời vào ngày 27 tháng 10 năm 2017. |
| 80                             | Ngày 19 tháng 12 năm 2015                            | Những nét vẽ tri ân mẹ Việt Nam anh hùng                                       | Họa sĩ Đặng Ái Việt                                                | |
| 81                             | Ngày 26 tháng 12 năm 2015                            | Lễ kỉ niệm đám cưới kim cương của ông Sẻ bà Lợi                                | Ông Lê Văn Sẻ và bà Nguyễn Thị Lợi                                 | |
| 82                             | Ngày 2 tháng 1 năm 2016                              | Câu chuyện về thầy giáo Phạm Văn Hoàn                                          | Thầy giáo Phạm Văn Hoàn                                            | |
| 83                             | Ngày 16 tháng 1 năm 2016                             | Câu chuyện cảm động về Trần Vương Công Thành                                   | Em Trần Vương Công Thành                                           | |
| 84                             | Ngày 30 tháng 1 năm 2016                             | Trần Vương Công Thành                                                          |                                                                    | |
| 85                             | Ngày 13 tháng 2 năm 2016                             | Chuyện tri kỉ – câu chuyện về ông Lê Khắc Tài                                  | Ông Lê Khắc Tài                                                    | |
| 86                             | Ngày 27 tháng 2 năm 2016                             | Chuyến bay của bé Khánh Linh                                                   | Em Lê Nguyễn Khánh Linh                                            | Nhân vật đã qua đời vào ngày 23 tháng 3 năm 2017. |
| 87                             | Ngày 12 tháng 3 năm 2016                             | Tình yêu người lính                                                            | Ông Nguyễn Kim Chi và bà Bế Thị Kim Oanh                           | |
| 88                             | Ngày 26 tháng 3 năm 2016                             | Những chuyến đi dài                                                            | Em Trần Văn Tân                                                    | |
| 89                             | Ngày 9 tháng 4 năm 2016                              | Giấc mơ sau song sắt                                                           | Phạm nhân Trần Hà Duy                                              | |
| 90                             | Ngày 23 tháng 4 năm 2016                             | Cô bé mồ côi Kiều Anh ước mong bà sống mãi bên con                             | Cháu Ngô Kiều Anh                                                  | |
| 91                             | Ngày 7 tháng 5 năm 2016                              | Câu chuyện về em bé khuyết tật Nguyễn Hoài Thương                              | Cháu Nguyễn Hoài Thương                                            | |
| 92                             | Ngày 21 tháng 5 năm 2016                             | Lời cầu hôn ngọt ngào                                                          | Anh Lê Hoàng Anh và chị Trần Thị Lý                                | |
| 93                             | Ngày 4 tháng 6 năm 2016                              | Tiếng vọng cổ bên chợ nổi Cái Răng                                             | Ông Lý Hùng                                                        | |
| 94                             | Ngày 18 tháng 6 năm 2016                             | Đam mê một đời                                                                 | Chị Nguyễn Thị Ngọc Lê                                             | |
| 95                             | Ngày 2 tháng 7 năm 2016                              | Hãy cười như Thu                                                               | Bạn Nguyễn Thị Lê Thu                                              | |
| 96                             | Ngày 16 tháng 7 năm 2016                             | Anh vẫn ở đây                                                                  | Bạn Phạm Thúy Hằng                                                 | Nhân vật đã qua đời vào ngày 18 tháng 9 năm 2016. |
| 97                             | Ngày 30 tháng 7 năm 2016                             | Câu chuyện tình bạn                                                            |                                                                    | |
| 98                             | Ngày 13 tháng 8 năm 2016                             | Tiết học đầu tiên                                                              | Em Huỳnh Tấn Mạnh                                                  | |
| 99                             | Ngày 27 tháng 8 năm 2016                             | Tôi yêu Việt Nam                                                               | Ông Bruno Cerignat                                                 | |
| 100                            | Ngày 10 tháng 9 năm 2016 & Ngày 17 tháng 9 năm 2016  | Một trăm số phận, một trăm khoảnh khắc                                         | Những nhân vật đã từng xuất hiện trong các tập của Điều ước thứ 7' | Là tập đặc biệt kỷ niệm 100 tập phát sóng. Chương trình có sự tham gia và góp mặt của nhiều ca sĩ nổi tiếng, các nhà tài trợ, toàn bộ đoàn thực hiện cũng như những khán giả yêu mến chương trình. |
| 101                            | Ngày 8 tháng 10 năm 2016                             | Bộ sưu tập ước mơ                                                              | Em Nguyễn Lương Huyền Trang                                        | |
| 102                            | Ngày 22 tháng 10 năm 2016                            | Hùng Anh đi học                                                                | Em Trương Hùng Anh                                                 | |
| 103                            | Ngày 5 tháng 11 năm 2016                             | Câu truyện trên sông Sài Gòn                                                   | Ông Đặng Văn Ngộ và bà Võ Thị Sẩm                                  | |
| 104                            | Ngày 19 tháng 11 năm 2016                            | Tri ân ngày nhà giáo Việt Nam 20 tháng 11                                      | Cô giáo Lục Vân Anh                                                | |
| 105                            | Ngày 3 tháng 12 năm 2016                             | Cứ xem mẹ là mẹ của con                                                        | Những người chăm sóc trong làng trẻ em SOS Quy Nhơn                | |
| 106                            | Ngày 17 tháng 12 năm 2016                            | Âm vang của trời                                                               |                                                                    | |
| 107                            | Ngày 31 tháng 12 năm 2016                            | Cô gái dân tộc H'Mông Tẩn Thị Su                                               | Chị Tẩn Thị Su                                                     | |
| 108                            | Ngày 14 tháng 1 năm 2017                             | Tuổi học trò của em Lê Kim Ngân                                                | Em Lê Kim Ngân                                                     | |
| 109                            | Ngày 28 tháng 1 năm 2017                             | Chuyến xe Tết                                                                  | Anh Văn Đình Ngọc                                                  | |
| 110                            | Ngày 11 tháng 2 năm 2017                             | Ước mơ của người họa sĩ già                                                    | Ông Nguyễn Văn Minh                                                | |
| 111                            | Ngày 25 tháng 2 năm 2017                             | Áo mới Cà Mau                                                                  | Em Phạm Ngọc Thư                                                   | |
| 112                            | Ngày 11 tháng 3 năm 2017                             | Chị hai đi học                                                                 | Em Huỳnh Thị Thúy An                                               | Trước khi ghi hình, nhân vật đã phát hiện ra một nửa kế hoạch của đoàn thực hiện. Vì vậy, đoàn thực hiện quyết định tiết lộ về chương trình cho nhân vật biết và phối hợp cùng với nhân vật để tiếp tục thực hiện chương trình. |
| 113                            | Ngày 25 tháng 3 năm 2017                             | Tình yêu giản dị                                                               | Anh Nguyễn Văn Lượng và chị Nguyễn Thị Thu Đào                     | |
| 114                            | Ngày 8 tháng 4 năm 2017                              | Mẹ ơi đừng khóc                                                                | Cô Lê Thị Thu Đông và con trai Võ Thành Hữu Nghĩa                  | |
| 115                            | Ngày 22 tháng 4 năm 2017                             | Mẹ mong con về                                                                 | Bà Cấn Thị Ngần                                                    | |
| 116                            | Ngày 6 tháng 5 năm 2017                              | Trong tim con bà là tất cả                                                     | Bà Nguyễn Thị Khoai và cháu gái Nguyễn Thị Phượng                  | |
| 117                            | Ngày 20 tháng 5 năm 2017                             | Niềm tin của Hạnh                                                              | Em Hồ Hữu Hạnh                                                     | |
| 118                            | Ngày 3 tháng 6 năm 2017                              | Khi em có anh                                                                  | Anh Nguyễn Văn Nhân và chị Đinh Thị Hồng Hạnh                      | |
| 119                            | Ngày 17 tháng 6 năm 2017                             | Người mẹ vĩ đại nuôi 9 đứa trẻ mồ côi                                          | Bà K'Hiếu                                                          | |
| 120                            | Ngày 1 tháng 7 năm 2017                              | Điều ước cho cô gái nghèo nuôi ước mơ đại học                                  | Chị Đinh Thị Huệ                                                   | |
| 121                            | Ngày 15 tháng 7 năm 2017                             | Một đời hát Bội                                                                |                                                                    | |
| 122                            | Ngày 29 tháng 7 năm 2017                             | Chuyến xe buýt tình yêu                                                        | Anh Đặng Quang Vinh và chị Ngô Quỳnh Chang                         | |
| 123                            | Ngày 12 tháng 8 năm 2017                             | Bến Long Đại và những câu chuyện chưa kể                                       |                                                                    | |
| 124                            | Ngày 26 tháng 8 năm 2017                             | Điều ước của Phượng                                                            | Anh Trần Văn Cường và chị Nguyễn Thị Kim Phượng                    | |
| 125                            | Ngày 9 tháng 9 năm 2017                              | Tấm vé số của Đạt                                                              | Cháu Lê Thành Đạt                                                  | |
| 126                            | Ngày 23 tháng 9 năm 2017                             | Bản hòa tấu cha và con                                                         | NSƯT Quốc Tuấn và con trai Nguyễn Anh Tuấn (Bôm)                   | Phiên bản trên YouTube của tập này là tập có nhiều lượt xem nhất trên kênh YouTube chính thức của Điều ước thứ 7 với hơn 3780112 lượt xem. |
| 127                            | Ngày 7 tháng 10 năm 2017                             | Lớp học tình thương Nậm Păm                                                    | Các em học sinh trường tiểu học Nậm Păm                            | |
| 128                            | Ngày 21 tháng 10 năm 2017                            | Bài giảng cuối cùng của người lái đò                                           | Thầy giáo Ngô Mạnh Cường                                           | |
| 129                            | Ngày 4 tháng 11 năm 2017                             | Chuyện tri kỷ                                                                  | Ông Bùi Thế Năng và bà Nguyễn Thị Liệu                             | |
| 130                            | Ngày 18 tháng 11 năm 2017                            | Hành trình viết tiếp ước mơ của nhà báo Đinh Hữu Dư (Dấu chân người ra đi)     |                                                                    | |
| 131                            | Ngày 2 tháng 12 năm 2017                             | Ước mơ của nữ cử nhân xinh đẹp mất hai chân                                    | Chị Nguyễn Thị Hoa                                                 | |
| 132                            | Ngày 16 tháng 12 năm 2017                            | Cuộc gặp gỡ cảm động sau 50 năm xa cách                                        |                                                                    | |
| 133                            | Ngày 30 tháng 12 năm 2017                            | Người huấn luyện viên nghiệp dư đào tạo ra các thế hệ vàng bóng đá nữ Việt Nam | Ông Dương Khắc Kiểm                                                | |
| 134                            | Ngày 13 tháng 1 năm 2018                             | Chàng phụ hồ xả thân cứu sống bảy người trong cơn hỏa hoạn                     | Anh Thạch Lâm Thành                                                | |
| 135                            | Ngày 27 tháng 1 năm 2018                             | Cha bị cụt tay, mẹ bán vé số nuôi 2 người con song sinh bị bại não             | Anh Trần Kim Trúc và chị Lê Thị Kim Loan                           | |
| 136                            | Ngày 14 tháng 2 năm 2018                             | Lòng tốt và sự lan tỏa                                                         | Những nhân vật đã từng xuất hiện trong các tập của Điều ước thứ 7' | |
| 137                            | Ngày 24 tháng 2 năm 2018                             |                                                                                |                                                                    | Phát lại tập 124 |
| 138                            | Ngày 10 tháng 3 năm 2018                             | Người đàn ông giúp đỡ hơn 600 người khỏi cảnh tật nguyền                       | Bác sĩ Lê Thành Đô                                                 | |
| 139                            | Ngày 24 tháng 3 năm 2018                             | Thảnh vẽ ước mơ                                                                | Chị Huỳnh Thị Thảnh                                                | |
| 140                            | Ngày 7 tháng 4 năm 2018                              | Hành trình thời thanh xuân                                                     | Anh Võ Thành Luân                                                  | |
| 141                            | Ngày 21 tháng 4 năm 2018                             | Chuyện của Nguyên                                                              | Em Nguyễn Khôi Nguyên và Ngô Duy Nguyên                            | |
| 142                            | Ngày 5 tháng 5 năm 2018                              | Ký ức về mẹ với ngôi nhà tràn ngập yêu thương                                  | Bà Huỳnh Thị Diệp                                                  | |
| 143                            | Ngày 19 tháng 5 năm 2018                             | Cảm ơn mẹ một lần nữa đã mang yêu thương tới cuộc đời con                      | Bà Nguyễn Thị Thử                                                  | |
| 144                            | Ngày 2 tháng 6 năm 2018                              | Tôi sẽ là 1 MC truyền hình                                                     | Lê Hương Giang                                                     | Trong tập này, nhân vật được trải nghiệm dẫn chương trình trên nền chương trình Cà phê sáng. Nhân vật chính thức dẫn chương trình Cà phê sáng vào ngày 3 tháng 6 năm 2018. |
| 145                            | Ngày 16 tháng 6 năm 2018                             | Anh còn nợ em                                                                  | Nghệ sĩ Tòng Sơn                                                   | |
| 146                            | Ngày 30 tháng 6 năm 2018                             | Bà Chích ve chai                                                               | Bà Trần Thị Chích                                                  | |
| 147                            | Ngày 14 tháng 7 năm 2018                             | Vũ điệu của cha                                                                | Đào Phi Hải                                                        | |
| 148                            | Ngày 28 tháng 7 năm 2018                             | Ký ức không thể nào quên                                                       | Ông Lâm Văn Bảng                                                   | |
| 149                            | Ngày 11 tháng 8 năm 2018                             | Chuyện về anh Bùi Minh bị mất trí                                              | Anh Bùi Minh                                                       | |
| 150                            | Ngày 25 tháng 8 năm 2018                             | Câu chuyện đặc biệt về mùa Vu Lan                                              | Bà Đặng Thị Bình và em Hoàng Huyền Thương                          | |
| 151                            | Ngày 8 tháng 9 năm 2018                              | Bà Tâm "siđa"                                                                  | Bà Trương Thị Hồng Tâm                                             | |
| 152                            | Ngày 22 tháng 9 năm 2018                             | Em ước có mẹ kề bên                                                            | Em Tống Thị Định                                                   | |
| 153                            | Ngày 20 tháng 10 năm 2018                            | Hai đứa trẻ                                                                    | Em Tạ Thành Công và bé Tạ Công Minh                                | Tập 153 dự kiến phát sóng vào ngày 6/10/2018, nhưng do trùng vào lễ Quốc tang Nguyên Tổng bí thư kiêm chủ tịch HĐBT Đỗ Mười nên tập này bị hoãn lại 2 tuần (tức ngày 20/10/2018). |
| 154                            | Ngày 3 tháng 11 năm 2018                             | Vì anh là anh của em                                                           | Hoàng Đình Hanh và Hoàng Đình Hiện                                 | |
| 155                            | Ngày 17 tháng 11 năm 2018                            | Ước mơ làm giáo viên dạy Mỹ thuật                                              | Em Nguyễn Như Linh                                                 | |
| 156                            | Ngày 1 tháng 12 năm 2018                             | Cô giáo của những thiên thần                                                   | Cô Đinh Thị Kim Phấn                                               | |
| 157                            | Ngày 15 tháng 12 năm 2018                            | Giấc mơ bóng đá                                                                | Em Nguyễn Bá Thiện Vinh                                            | Điều ước được thực hiện với sự giúp đỡ của một số cầu thủ thuộc Đội tuyển bóng đá quốc gia Việt Nam lúc đó đã trở về từ trận Chung kết lượt đi của Giải vô địch bóng đá Đông Nam Á 2018 gặp Đội tuyển bóng đá quốc gia Malaysia. Tập này của chương trình được phát sóng chỉ vài giờ trước trận Chung kết lượt về của giải, Sau đó, tuyển Việt Nam đã giành chức vô địch sau khi đánh bại Malaysia, đúng với kỳ vọng của nhân vật. |
| 158                            | Ngày 29 tháng 12 năm 2018                            | Lớp học Bà Thìn                                                                | Bà Vũ Thị Thìn                                                     | |
| 159                            | Ngày 12 tháng 1 năm 2019                             | VĐV Karate Ngô Thị Hồng                                                        | Ngô Thị Hồng                                                       | |
| 160                            | Ngày 26 tháng 1 năm 2019                             | Tết yêu thương                                                                 | Hoa hậu Đỗ Mỹ Linh                                                 | |
| 161                            | Ngày 7 tháng 2 năm 2019                              | Du ca Điều ước thứ 7 - Ở nơi có nhiều mây                                      |                                                                    | |
| 162                            | Ngày 9 tháng 2 năm 2019                              |                                                                                | Ông Phạm Huy Cần và bà Nguyễn Thị Thu                              | Phối hợp với liveshow "Hộp thư số 1" của nghệ sĩ Hương Tràm. |
| 163                            | Ngày 23 tháng 2 năm 2019                             |                                                                                |                                                                    | |
| 164                            | Ngày 9 tháng 3 năm 2019                              |                                                                                |                                                                    | |
| 165                            | Ngày 23 tháng 3 năm 2019                             |                                                                                |                                                                    | |
| 166                            | Ngày 6 tháng 4 năm 2019                              |                                                                                |                                                                    | |
| 167                            | Ngày 20 tháng 4 năm 2019                             |                                                                                |                                                                    | |
| 168                            | Ngày 18 tháng 5 năm 2019                             |                                                                                |                                                                    | Tập 168 dự kiến phát sóng vào ngày 4/5/2019, nhưng do trùng vào lễ Quốc tang Nguyên chủ tịch nước Lê Đức Anh nên tập này bị hoãn lại 2 tuần (tức ngày 18/5/2019). |
| 169                            | Ngày 1 tháng 6 năm 2019                              |                                                                                |                                                                    | |
| 170                            | Ngày 15 tháng 6 năm 2019                             |                                                                                |                                                                    | |
| 171                            | Ngày 29 tháng 6 năm 2019                             |                                                                                |                                                                    | |
| 172                            | Ngày 13 tháng 7 năm 2019                             |                                                                                |                                                                    | |
| 173                            | Ngày 27 tháng 7 năm 2019                             |                                                                                |                                                                    | |
| 174                            | Ngày 24 tháng 8 năm 2019                             |                                                                                |                                                                    | |
| 175                            | Ngày 5 tháng 10 năm 2019                             |                                                                                | Anh Nguyễn Tuấn Thành                                              | |
| 176                            | Ngày 19 tháng 10 năm 2019                            |                                                                                |                                                                    | |
| 177                            | Ngày 2 tháng 11 năm 2019                             |                                                                                |                                                                    | |
| 178                            | Ngày 16 tháng 11 năm 2019                            |                                                                                |                                                                    | |
| 179                            | Ngày 9 tháng 5 năm 2020                              |                                                                                |                                                                    | |
| 180                            | Ngày 23 tháng 5 năm 2020                             | Chuyện người lính biên phòng                                                   | Thượng úy Triệu Văn Hùng và cô Sần Hải Yến                         | |
| 181                            | Ngày 6 tháng 6 năm 2020                              |                                                                                |                                                                    | |
| 182                            | Ngày 20 tháng 6 năm 2020                             |                                                                                |                                                                    | |
| 183                            | Ngày 4 tháng 7 năm 2020                              |                                                                                |                                                                    | |

## Nhà tài trợ
- 29 Tháng 3 năm 2014 - 26 tháng 03 năm 2016: LG Electronics[cần dẫn nguồn]
- 2 tháng 04 năm 2016 - 28 tháng 4 năm 2018: Kem đánh răng Closeup[cần dẫn nguồn]
- 5 tháng 5 năm 2018 –  2 tháng 5 năm 2020: Công ty Cổ phần Tôn Đông Á.[26]

## Đón nhận
| “                                                                           | Chương trình Điều ước thứ 7 là món quà mà chúng tôi gửi tới khán giả truyền hình nhân kỷ niệm sinh nhật lần thứ 18 của kênh VTV3. Điểm tôi muốn nói nhất về chương trình này là tính nhân văn và những câu chuyện đặc biệt mà chúng tôi được biết tới và được chia sẻ cho khán giả vào thứ bảy hàng tuần. Hy vọng chương trình là nơi khán giả có thể chia sẻ những mơ ước của mình và chúng tôi sẽ giúp thực hiện những điều ước đó trong khả năng có thể. | ” |
| — Nhà báo Lại Văn Sâm – Trưởng ban Thể thao - Giải trí và Thông tin kinh tế | |   |

Chỉ sau vài tập phát sóng, Điều ước thứ 7 đã nhận được sự quan tâm và phản hồi tích cực của đông đảo khán giả. Sau một thời gian dài lên sóng, Điều ước thứ 7 đã thu hút hàng nghìn khán giả và để lại cho họ những ấn tượng tốt. Hiện thực hóa nhiều ước mơ của nhân vật, Điều ước thứ 7 đã thật sự khiến khán giả rung động bởi tính chân thực và ý nghĩa nhân văn sâu sắc. Đến nay, Điều ước thứ 7 được coi là một chương trình truyền hình thực tế có sức lay động mạnh tới cảm xúc của khán giả.

## Tranh cãi

### Thông tin sai sự thật về hai vợ chồng hát rong
Chương trình Điều ước thứ 7 phát sóng ngày 10 tháng 1 năm 2015 với nội dung kể về chuyện tình và điều ước của cô gái khiếm thị Nguyễn Như Đào (quê Anh Sơn, Nghệ An) và chàng trai Nguyễn Nhật Thanh (quê Quảng Xương, Thanh Hóa). Theo đó nội dung chương trình xoay quanh câu chuyện tình yêu hiếm có giữa một chàng trai trẻ là con trai duy nhất trong gia đình, tốt nghiệp khoa thanh nhạc, Học viện Âm nhạc Quốc gia Việt Nam và một cô gái khiếm thị nghèo khó. Chuyện tình của họ sau đó được nhiều báo dẫn lại đã khiến nhiều người rơi nước mắt.
Tuy nhiên, trong số hàng trăm ý kiến gửi về, báo VietNamNet nhận được một ý kiến rất lạ. Một độc giả tự nhận là đồng hương với anh Thanh đã lên tiếng, chỉ ra những chi tiết không có thực trong câu chuyện này và đề nghị báo vào cuộc làm rõ. Sau khi đi tìm sự thật, mọi người mới biết được Nguyễn Nhật Thanh tên thật là Nguyễn Bá Thanh, đã cưới vợ từ năm 2010 và đã có hai người con. Thanh cũng chỉ học hết lớp 9 và ở nhà đi biển đánh cá, chứ không hề học Học viện Âm nhạc quốc gia như câu chuyện đã lên sóng.
Trong thông tin chính thức phát tối 16 tháng 1 năm 2015, Đài Truyền hình Việt Nam đã lên tiếng xin lỗi về những sai sót trong chương trình. Đài cho biết sẽ kiểm điểm nghiêm túc và xử lý đúng mức đối với sai phạm của những người thực hiện chương trình. Đài bị phạt 40 triệu đồng vì thông tin sai sự thật trong chương trình Điều ước thứ 7.

## Giải thưởng
| 2014 | Ấn tượng VTV                               | Hình ảnh Nhân văn Ấn tượng                                 | Điều ước thứ 7: Đám cưới cô gái suy thận                     | Đoạt giải | [ 31 ] |
| 2015 | Ấn tượng VTV                               | Khách mời Ấn tượng                                         | Võ Thị Ngọc Nữ                                               | Đoạt giải | [ 14 ] |
| 2015 | Ấn tượng VTV                               | Hỉnh ảnh Nhân văn Ấn tượng                                 | Võ Thị Ngọc Nữ                                               | Đoạt giải | [ 32 ] |
| 2016 | Ấn tượng VTV                               | Nhân vật của năm                                           | Lê Nguyễn Khánh Linh                                         | Đề cử     | [ 33 ] |
| 2016 | Ấn tượng VTV                               | Nhân vật của năm                                           | Đặng Xuân Chinh                                              | Đề cử     | [ 33 ] |
| 2016 | Ấn tượng VTV                               | Chương trình của năm                                       | Điều ước thứ 7: Điều ước ý nghĩa của Đặng Xuân Chinh (số 73) | Đề cử     | [ 33 ] |
| 2017 | Liên hoan truyền hình toàn quốc lần thứ 37 | Chương trình Giao lưu – Đối thoại – Tọa đàm                | Điều ước thứ 7: Bản hòa tấu cha và con                       | Đoạt giải | [ 34 ] |
| 2017 | Liên hoan truyền hình toàn quốc lần thứ 37 | Phóng sự                                                   | Điều ước thứ 7: Dấu chân người ra đi                         | Đoạt giải | [ 34 ] |
| 2017 | Ấn tượng VTV                               | Chương trình văn hóa – khoa học xã hội – giáo dục Ấn tượng | Điều ước thứ 7: Mẹ mong con về                               | Đề cử     | [ 35 ] |
| 2018 | Ấn tượng VTV                               | Chương trình văn hóa – khoa học xã hội – giáo dục Ấn tượng | Điều ước thứ 7: Bản hòa tấu cha và con                       | Đoạt giải | [ 36 ] |
| 2019 | Ấn tượng VTV                               | Chương trình văn hóa – khoa học xã hội - giáo dục Ấn tượng | Du ca Điều ước thứ 7 - Ở nơi có nhiều mây                    | Đề cử     | [ 37 ] |
| 2019 | Ấn tượng VTV                               | Chương trình văn hóa – khoa học xã hội - giáo dục Ấn tượng | Điều ước thứ 7: Giấc mơ bóng đá                              | Đề cử     | [ 37 ] |
| 2021 | Ấn tượng VTV                               | Chương trình Văn hóa – Thể thao ấn tượng                   | Điều ước thứ 7: Chàng chăn bò Sô Y Tiết                      | Đề cử     | [ 38 ] |